# Ифримешти (Валча)
Ифримешти (рум. Ifrimești) насеље је у Румунији у округу Валча у општини Хорезу. Oпштина се налази на надморској висини од 688 m.

## Становништво
Према подацима из 2002. године у насељу је живело 209 становника, од којих су сви румунске националности.